# Josef Rauhofer
Josef Rauhofer (* 28. September 1875 in Mattersdorf; † 24. Februar 1939 in Baden) war ein  österreichischer Politiker (CS). Rauhofer war von 1924 bis 1927 Landeshauptmann des Burgenlandes und von 1927 bis 1928 Abgeordneter zum Nationalrat.

## Ausbildung und Beruf
Josef Rauhofer besuchte die Volksschule Mattersdorf und absolvierte danach die Oberrealschule in Ödenburg und das Obergymnasium in Győr, wobei er seine Schulbildung 1895 mit der Matura abschloss. Nachdem er ursprünglich den Beruf eines katholischen Geistlichen ergreifen wollte, studierte er an der königlichen Rechtsakademie in Bratislava und schloss sein Studium 1899 mit dem akademischen Grad abs. iur. ab. Er war danach Rechtspraktikant in Sopron, Travnik und Bihać und legte die Richteramtsprüfung am Obergericht Sarajevo ab. Nach seiner Tätigkeit als Gerichtsadjunkt an den Bezirksgerichten Cazin und Sarajewo wechselte er 1906 in die bosnische Landesregierung und war danach ab 1907 Beamter der bosnisch-herzegowinischen Staatsbahnen. In der Folge wirkte er beruflich von 1912 bis 1917 in der Abteilung für Allgemeine Verwaltungs- und Personalsachen der Landesregierung in Sarajewo, wobei er 1914 zum Regierungsrat ernannt worden war. Nach einer kurzen Zeit als Beamter im Nationalitätenministerium in Budapest wechselte Rauhofer am 1. Oktober 1919 in den österreichischen Staatsdienst und war im Ministerium für Inneres als Vorstand des literarischen Büros im Burgenlanddienst eingesetzt. Er war ab dem 7. November 1921 Vorstandsmitglied des Ödenburger Heimatdienstes, wurde am 11. August 1921 zum Hofrat ernannt und wirkte als Abstimmungskommisär in Sopron. Danach war er ab dem 3. Jänner 1922 Vertreter von Robert Davy und provisorischer Leiter in Bad Sauerbrunn, Vorstand des Landesgrenzbüros und wurde am 1. April 1923 zum Personalreferenten der Burgenländischen Landesregierung ernannt.
In den Jahren 1923 bis 1929 war Rauhhofer der erste Obmann des neu gegründeten Landesfeuerwehrverbandes.

## Politik
Rauhofer wirkte zwischen dem 14. April 1921 und November 1921 als erster Obmann-Stellvertreter der Christlichsozialen Partei im Burgenland und 1922 Mitbegründer der Burgenländischen Volkspartei. Er kandidierte bei der Landtagswahl im Burgenland 1922 für den Burgenländischen Bauernbund (Landbund) und war ursprünglich als Landesrat in der Burgenländischen Landesregierung vorgesehen. Nachdem er sich 1923 wieder der Christlichsozialen Partei angeschlossen hatte, vertrat er diese vom 13. November 1923 bis zum 20. Mai 1927 im Burgenländischen Landtag. Danach war er vom 4. Jänner 1924 bis zum 10. Jänner 1928 Landeshauptmann des Burgenlandes, wobei seine Amtszeit von mehreren Demissionen unterbrochen war. Zudem war Rauhofer zwischen dem 18. Mai 1927 und dem 17. Jänner 1928 Abgeordneter zum Nationalrat.

## Sonstiges
Er war Ehrenmitglied der katholischen Studentenverbindung KHV Babenberg Wien im ÖCV.